# Vravronas
Vravronas  este un oraș în Grecia în prefectura Attica.